# Lukáš Trefil
Lukáš Trefil (n. 21 septembrie 1988, Praga, Cehoslovacia) este un caiacist ce a reprezentat Cehia, medaliat olimpic. A participat la 2 ediții ale Jocurilor Olimpice (2012, 2016) în care a câștigat o medalie de bronz.